# Joel Achenbach
Joel LeRoy Achenbach (/ˈɑːkənbɑːk/; sinh ngày 31 tháng 12 năm 1960) là một nhân viên biên chế người Mỹ viết bài cho tờ The Washington Post và là tác giả của bảy cuốn sách, bao gồm  A Hole at the Bottom of the Sea, The Grand Idea, Captured by Aliens, It Looks Like a President only Smaller, và ba bài tổng hợp của chuyên mục báo chung trước đây của ông mang tên "Why Things Are". Ông là người đóng góp cho nhiều ấn phẩm, bao gồm cả hai tạp chí Slate và National Geographic, mà ông từng là người phụ trách chuyên mục hàng tháng. Achenbach là một nhà bình luận làm việc cho tờ Morning Edition của National Public Radio, và thỉnh thoảng thực hiện các bài giảng cũng như các buổi diễn thuyết khác. Ngoài công việc của mình trong ấn phẩm báo in The Washington Post, Achenbach còn là một trong những cây bút đầu tiên cho tờ Post có sự hiện diện đáng kể trên Internet và trước đây từng viết blog Post, "The Achenblog", kết thúc vào tháng 3 năm 2017.

## Thân thế và trình độ học vấn
Achenbach là dân gốc Gainesville, Florida. Ông thi đậu bằng A.B. về chính trị học tại Đại học Princeton năm 1982 sau khi hoàn thành luận văn tốt nghiệp dài 246 trang có tiêu đề "A Prism for Politics: The Controversy of the Diablo Canyon Nuclear Power Plant" (Lăng kính chính trị: Tranh cãi về nhà máy điện hạt nhân Diablo Canyon). Trước khi làm việc cho tờ The Washington Post vào năm 1990, Achenbach vào làm nhân viên biên chế cho tờ Miami Herald trong năm 1982–1990, nơi ông cộng tác mật thiết với những người đoạt Giải Pulitzer Gene Weingarten và Dave Barry. Achenbach được tổ chức National Capital Area Skeptics (NCAS) trao Giải thưởng Philip J. Klass vì những đóng góp xuất sắc trong việc thúc đẩy tư duy phản biện và hiểu biết khoa học vào năm 2011.

## Văn phong và sự từng trải
Các thành viên của Achenblog đã mô tả Achenbach viết lách với sự linh hoạt và hài hước khéo léo. Là một phóng viên và một tác giả, ông chuyên viết về các chủ đề đa dạng như bầu cử tổng thống, George Washington, thâm hụt quốc gia, chiến tranh Iraq, tìm kiếm sự sống ngoài Trái Đất, chương trình không gian và biến đổi khí hậu. Ngoài sự tinh tế về mặt khoa học và phân tích, tác phẩm của Achenbach còn được các thành viên của Achenblog định rõ đặc điểm là có sự đánh giá cao và nhạy cảm đối với các khía cạnh con người trong các câu chuyện của ông.
Trong những tháng sau Thảm họa Deepwater Horizon, Achenbach đã viết và đóng góp hàng loạt bài báo cho The Washington Post dẫn đến cuốn sách gần đây nhất của ông có tựa đề A Hole at the Bottom of the Sea.

## Cáo buộc hành vi sai trái và đình chỉ công tác
Ngày 10 tháng 1 năm 2018, The Washington Post đã đình chỉ công tác Achenbach trong 90 ngày vì những gì tờ báo này gọi là "ứng xử không phù hợp tại nơi làm việc" liên quan đến các đồng nghiệp nữ hiện tại và trước đây. Sau khi kết thúc thời hạn đình chỉ công tác, Achenbach quay trở lại làm phóng viên cho tờ The Washington Post.

## Đời tư
Achenbach hiện đang sinh sống ở Washington, D.C. cùng vợ là Mary Stapp, và ba cô con gái của họ.

## Tác phẩm chọn lọc
- Why Things Are (1991), ISBN 978-0-345-36224-7
- It Looks Like a President Only Smaller: Trailing Campaign 2000 (2001), ISBN 978-0-7432-2348-5
- Captured by Aliens: The Search for Life and Truth in a Very Large Universe (2003), ISBN 978-0-8065-2496-2
- The Grand Idea: George Washington's Potomac and the Race to the West (2005), ISBN 978-0-7432-6300-9
- A Hole at the Bottom of the Sea: The Race to Kill the BP Oil Gusher (2011), ISBN 978-1-4516-2534-9